# Tōru Tani
Tōru Tani (jap. 谷 徹, Tani Tōru; * 1. Mai 1954 in Ichinomiya, Präfektur Aichi, Japan) ist ein japanischer Philosoph.

## Leben
Tōru Tani studierte von 1973 bis 1985 Philosophie an der Keiō-Universität in Tokio. Er war Schüler von Junzō Kobata und Yoshihiro Nitta (Tōyō-Universität, Tokio). Von 1986 bis 1994 war Tani Dozent für Philosophie und Ethik an der Zahnmedizinischen Hochschule Kyūshū (engl. Kyushu Dental College) in Kitakyūshū (Präfektur Fukuoka). Dazwischen lag von 1989 bis 1990 ein Forschungsaufenthalt bei Klaus Held an der Bergischen Universität Wuppertal als Stipendiat der Heinrich-Hertz-Stiftung. Von 1994 bis 2003 lehrte Tani an der Jōsai Kokusai Daigaku (engl. Josai International University) in Tōgane (Präfektur Chiba) Philosophie, Ethik, Ästhetik, und Deutsch. Seit 2003 ist er ordentlicher Professor für Philosophie an der Ritsumeikan-Universität in Kyōto. Von 2005 bis 2007 war Tani Generalsekretär der „Phänomenologischen Gesellschaft in Japan“. An der Ritsumeikan-Universität gründete Tani ein Zentrum für Phänomenologische Forschung, dem er als Direktor vorsteht. 2011 wurde er zum Dekan seiner Fakultät gewählt.

## Werk
Tōru Tani hat sich in seinen Forschungen vor allem dem Werk von Edmund Husserl gewidmet und an einer Weiterentwicklung der Phänomenologie gearbeitet. Seine Einführung in die Phänomenologie „Das ist Phänomenologie“ (jap.) fand in Japan eine große Leserschaft. Ganz besonders hat sich Tani mit dem Problem der Gewalt auseinandergesetzt. Hierzu hat Tani die Ergebnisse eines von ihm geleiteten Forschungsprojekts in dem Sammelband „Gewalt und Menschsein“ herausgegeben. Ein wichtiger Beitrag zur Interkulturellen Phänomenologie sind Tanis Untersuchungen der Problematik von Ich, Natur und dem Anderen. Für den Orbis Phaenomenologicus arbeitet er im Editionsgremium. Außerdem ist er Mitglied des Beirats des  Mitteleuropäischen Instituts für Philosophie (SIF) in Prag

## Publikationen (Auswahl)
- Life and the Life-world. In: Husserl Studies 3. Martinus Nijhoff, Dordrecht/Boston/London 1986.
- Heimat und das Fremde. In: Husserl Studies 9. Kluwer Academic Publishers, Dordrecht/Boston/London 1993.
- Die Physis des Bewusstseins (japanisch). Tokio 1998
- Inquiry into the I. Disclosedness and self-consciousness. Husserl, Heidegger, Nishida. In: Continental Philosophy Review 31. Kluwer Academic Publishers, Dordrecht/Boston/London 1998.
- Phänomenologie und Metaphysik der Natur. In: Phänomenologie der Natur (Phenomenology of Nature). Hrsg. von Kah Kyung Cho und Young-Ho Lee (Phänomenologische Forschungen Sonderband). Verlag Karl Alber, Freiburg i. Br. / München 1999. ISBN 3-495-45651-1
- Das ist Phänomenologie (japanisch). Tokio 2002
- Watsuji Tetsuro - Beyond Individuality. This Side of Totality. In: Phenomenological Approaches to Moral Philosophy. A Handbook. Ed. J. Drummond and L. Embree. Kluwer Academic Publishers, Dordrecht/Boston/London  2002.
- Zeichen, Gegenwart und Ich. In: Die erscheinende Welt. Festschrift für Klaus Held. Hrsg. von Heinrich Hüni und Peter Trawny. Duncker und Humblot, Berlin 2002. ISBN 978-3428108961
- Hrsg. mit H. Kawamoto und T. Matsuo: Phänomenologie der Anderen (japanisch). Tokio 2004
- Transzendentales Ich und Gewalt. In: Phänomenologie und Gewalt. Hrsg. von Harun Maye und Hans Rainer Sepp. (Orbis Phaenomenologicus, Perspektiven N. F. 6) Verlag Königshausen & Neumann, Würzburg 2005. ISBN 978-3-8260-2850-2
- Phänomenologie des Lebens und des Todes. In: Leben als Phänomen. Die Freiburger Phänomenologie im Ost-West-Dialog. Hrsg. von Hans Rainer Sepp und Ichirō Yamaguchi. (Orbis Phaenomenologicus, Perspektiven N. F. 13) Verlag Königshausen & Neumann, Würzburg 2006. ISBN 978-3-8260-3213-4
- Hrsg. mit H. Imamura und M. Jay: Gewalt und Menschsein (japanisch). Tokio 2008
- "Klinische Psychologie" und das Zwischen. In: psycho-logik. Jahrbuch für Psychotherapie. Philosophie und Kultur. Bd. 1. Verlag Karl Alber, Freiburg i. Br. / München 2006. ISBN 978-3-495-45901-0
- Hrsg. mit Yoshihiro Nitta: Ausnahme und Antwort. Phänomenologie in Japan I. (Orbis Phaenomenologicus, Perspektiven N. F. 23) Verlag Königshausen & Neumann, Würzburg 2011. ISBN 978-3-8260-3895-2